# كين ويفر (سائق سباق)
كين ويفر (بالإنجليزية: Ken Weaver)‏ هو سائق سباق أمريكي، ولد في 10 فبراير 1956.

## وصلات خارجية
- كين ويفر على موقع Racing-Reference.info (الإنجليزية)